# Anatoli Fjodorowitsch Kapustinski
Anatoli Fjodorowitsch Kapustinski (russisch Анатолий Фёдорович Капустинский; * 16. Dezemberjul. / 29. Dezember 1906greg. in Żytomierz, Polen; † 26. August 1960 in Moskau) war ein polnisch-russischer Chemiker. Er leitete die Kapustinskii-Gleichung ab, die die Abschätzung der Gitterenergie von Ionenkristallen gestattet.

## Leben
Kapustinski besuchte ab 1914 in Warschau das Gymnasium, 1922 schloss er die Sekundarschule in Moskau ab. Ab 1923 studierte er Chemie an der Lomonossow-Universität Moskau und schloss sein Studium 1929 ab. Von 1929 bis 1941 arbeitete er in Moskau am Institut für Angewandte Mineralogie. 1935 hatte er einen Arbeitsaufenthalt in Westeuropa und den Vereinigten Staaten, dort für ein halbes Jahr zusammen mit Gilbert Newton Lewis an der University of California.
Kapustinski war von 1933 bis 1937 Professor und Direktor der Sektion Physikalische Chemie an der Staatlichen Universität Gorki. Danach wirkte er zwischen 1937 und 1941 am Moskauer Staatliches Institut für Stahl und Legierungen und zwischen 1941 und 1943 an der Staatlichen Universität Kasan. Seit 1943 war er an der Abteilung für Allgemeine und Anorganische Chemie am Chemo-Technischen Institut „D. I. Mendelejew“ in Moskau tätig. 1939 wurde Kapustinski Korrespondierendes Mitglied der Akademie der Wissenschaften der UdSSR.
Ab 1946 war er Mitherausgeber von Große Sowjetische Enzyklopädie. 1960 wurde er Ehrenmitglied der Polnischen Chemischen Gesellschaft.